# Asier Benito
Asier Benito Sasiain (Amurrio, Álava, 11 de febrero de 1995) es un futbolista español que juega como delantero en el Sestao River de la Segunda Federación.

## Trayectoria
En el año 2011 se incorporó a la cantera del Athletic Club procedente del Indartsu cadete. Un año más tarde se marchó al Aurrera de Vitoria, donde llegó a jugar varios partidos con el primer equipo en Tercera División. En 2013 fichó por el Deportivo Alavés "B", donde permaneció cuatro temporadas. Incluso, en marzo de 2016, debutó con el Deportivo Alavés en Segunda División.
En julio de 2017 firmó por el Bilbao Athletic, después de no aceptar la oferta de renovación del club vitoriano. En su primera campaña en el filial fue titular indiscutible para Gaizka Garitano, llegando a anotar doce goles en la temporada 2017-18. En la segunda temporada, marcada por problemas físicos en los primeros meses, consiguió anotar seis tantos.
En julio de 2019 fichó por la Sociedad Deportiva Eibar, tras finalizar su contrato con el filial rojiblanco. Un mes más tarde fue cedido a la S. D. Ponferradina de Segunda División por una temporada, después de haber realizado una buena pretemporada con el cuadro armero. En septiembre de 2020 fue nuevamente cedido, en esta ocasión, al C. D. Numancia de Segunda B.
El 11 de junio de 2021 se confirmó su fichaje por el Asteras Trípoli griego. En su primera campaña en Grecia jugó veintidós encuentros y dio una asistencia. En su segunda temporada en el equipo heleno, marcó un único gol en catorce encuentros. En julio de 2023 firmó con el Real Unión Club.

## Clubes
| Club                        | País   | Año           | Partidos | Goles |
| --------------------------- | ------ | ------------- | -------- | ----- |
| Aurrera de Vitoria          | España | 2012-2013     |          |       |
| Deportivo Alavés "B"        | España | 2013-2017     | 4+       | 0+    |
| Deportivo Alavés            | España | 2016          | 2        | 0     |
| Bilbao Athletic             | España | 2017-2019     | 64       | 28    |
| S. D. Eibar                 | España | 2019-2021     | 0        | 0     |
| S. D. Ponferradina (cedido) | España | 2019-2020     | 32       | 2     |
| C. D. Numancia (cedido)     | España | 2020-2021     | 24       | 9     |
| Asteras Trípoli             | Grecia | 2021-2023     | 36       | 1     |
| Real Unión Club             | España | 2023-2025     | 42       | 6     |
| Sestao River                | España | 2025-presente |          |       |